# Stanley Hoogland
Stanley Hoogland (Deventer, 30 april 1939) is een Nederlands fortepianospeler en pianist.

## Levensloop
Stanley Hoogland studeerde piano en muziektheorie aan het Conservatorium van Amsterdam, voornamelijk bij Jaap Spaanderman. Hij ging verder studeren in Londen bij Maria Curcio en in Bloomington (USA) bij Menahem Pressler.
Hij was een van de eersten om zich speciaal toe te leggen op de pianoforte met als gevolg dat hij al in de eerste helft van de jaren zeventig platenopnamen deed op dit instrument, vaak in duo met Anner Bylsma, Vera Beths, Hidemi Suzuki of Frans Vester. Sindsdien speelde hij in ensembles, zoals het Amsterdam Fortepiano Trio of als solist, soms met orkesten, zoals met het Orkest van de Achttiende Eeuw. Hij speelt ook op moderne piano's.
Hoogland was verder docent pianoforte aan het Koninklijk Conservatorium in Den Haag. Onder zijn leerlingen waren Bart van Oort en Bart van Sambeek.
Hij bezit een collectie historische pianoforte-instrumenten, die hij ook gebruikt voor concerten en opnamen.
Hij was ook jurylid bij internationale klavecimbel- en pianoforte-concoursen, bijvoorbeeld in 1992 in het kader van het Festival Musica Antiqua in Brugge.
In 1965 ontving hij de Zilveren vriendenkrans van het Koninklijk Concertgebouw, samen met Werner Herbers (hobo), Gerard Hettema (viool) en George Pieterson (klarinet).